# 宁波东海银行
宁波东海银行是中国一所城市商业银行，总部位于宁波市。宁波东海银行前身为1988年成立于象山县的绿叶城市信用合作社。2012年3月29日，宁波市银监局正式批准该社改制为宁波东海银行，为中国最后一家改制的城市信用社。7月16日，宁波东海银行正式开业。民营资本占该银行总股本的75%。银行主要服务于中小企业、个体工商户、农村经济和城乡社区发展等领域。